# Біскуп Ігор Іванович
Ігор Іванович Біскуп (нар. 11 серпня 1960, м. Монастириська, Тернопільська область) — український футболіст, тренер. Майстер спорту. Другий найстарший футболіст (після Івана Шарія) в історії вищої ліги чемпіонату України — у 1999 році у складі «Ниви» (Тернопіль) виходив на поле у віці 41 рік 10 місяців.

## Життєпис
Закінчив Тернопільський педагогічний інститут (нині ТДПУ).
На професіональному рівні провів 18 сезонів, зіграв 555 матчів, забив 51 м'яч. Чемпіон області 1976 («Будівельник», м. Монастириська) і 1980 («Нива», м. Підгайці) років.
Володар Кубка (1980) і чемпіон (1982) УРСР серед КФК. Срібний (1987) і бронзовий (1989) призер чемпіонату УРСР серед команд 2-ї ліги.
Від 2000 року до травня 2003-го — тренер команди «Нива» (м. Тернопіль).